# 氯化钷
三氯化钷是一种无机化合物，化学式为PmCl3，有放射性。

## 制备
三氯化钷可由氯化氢和氧化钷反应得到：
Pm2O3 + 6 HCl —500℃→ 2 PmCl3 + 3 H2O